# Ludwig Bopp

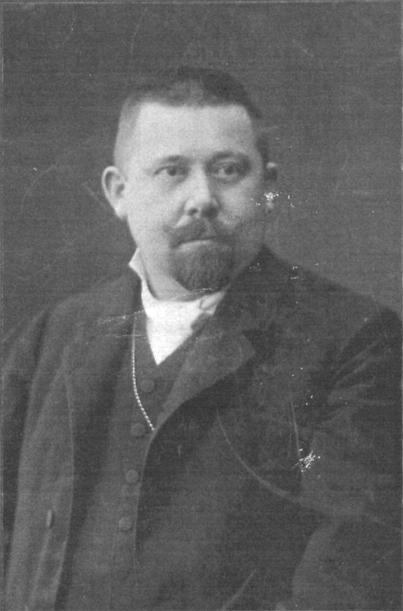
Ludwig Bopp

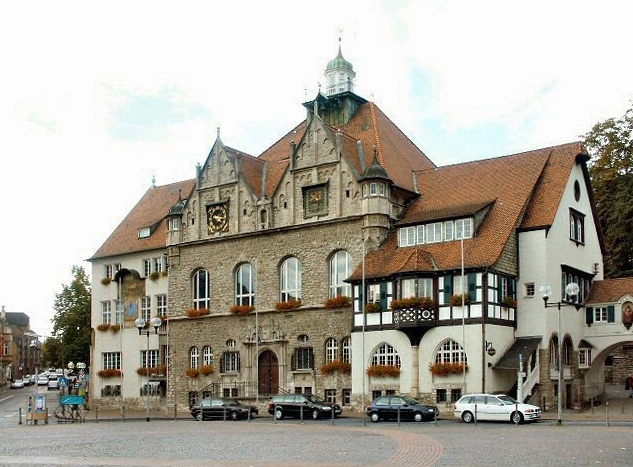
Rathaus in Bergisch Gladbach

Ludwig Bopp (* 18. Februar 1869 in Memmingen; † 10. Januar 1930 in Köln; vollständiger Name: Ernst Christoph Ludwig Bopp) war ein deutscher Architekt des Historismus.

## Leben
Ludwig Bopp kam als Sohn des Maurermeisters und zeitweiligen Geschäftsführers Georg Christoph Ernst Bopp (1840–1908) und der Regina Wilhelmine Bopp, geb. Zech (1843–1886) in Bayerisch Schwaben zur Welt. Über seine Schul- und Ausbildungszeit liegen keine Erkenntnisse vor. Möglicherweise zog sein Vater mit ihm und seinen fünf Schwestern nach dem frühen Tod der Mutter nach München, wo dieser bereits nach einem halben Jahr erneut heiratete.
Um das Jahr 1895 trat Bopp in das Büro des Architekten Gabriel von Seidl in München ein, der einer der führenden Architekten des Historismus war. Bopp wurde 1898 von München nach Bergisch Gladbach gesandt, um beim Bau von Schloss Lerbach als Bauleiter zu fungieren, das Gabriel von Seidl für das Industriellenehepaar Richard und Anna Zanders entworfen hatte. Vor seinem Wechsel ins Rheinland heiratete er im Jahr 1898 in Memmingen die Elisabeth Herrmann, mit der er fünf Kinder bekam.
Noch während des Baus von Schloss Lerbach machte Bopp sich selbständig und konzipierte für Richard Zanders die bekannte Gartensiedlung Gronauerwald, für die er rund 70 Einfamilienhäuser für Arbeiter der Papierfabrik Zanders sowie das Ensemble „An der Eiche“ mit mehreren Mietwohnungen schuf. Nach seinen Plänen entstand auch das Bürgerhaus Bergischer Löwe mit dem Mariensaal, in dem Platz für Veranstaltungen mit bis zu 1000 Gästen war.
Höhepunkt seines Wirkens war der Bau des Rathauses in Bergisch Gladbach 1905/1906. In der Folge entwarf Bopp im gesamten Rheinland Villen im Stil des Historismus (in Bergisch Gladbach beispielsweise Haus Niesen oder Haus Klingner, in Köln das Haus Meirowsky), aber auch Industriebauten.
Nach dem Ersten Weltkrieg blieben Aufträge aus, außerdem war der historisierende Stil Bopps nicht mehr gefragt. Mit seiner Familie zog er nach Wesseling und richtete in Köln ein neues Büro ein, wo er an einem Wohnungsbauprojekt der GAG mitwirkte. Hinzu kamen private Probleme. Bopp begann eine außereheliche Beziehung, aus der zwei Kinder hervorgingen und die schließlich zur Trennung von der Familie führte.
Nach Ludwig Bopp ist der Kulturpreis „DER BOPP“ benannt, der seit 2008 jährlich durch den „Stadtverband KULTUR“ in Bergisch Gladbach verliehen wird.

## Bauten (Auswahl)
- 1898: Haus Lerbach, Bergisch Gladbach (Bauleitung); Entwurf: Gabriel von Seidl, München
- 1904: Bürgerhaus Bergischer Löwe mit Mariensaal (zerstört), Bergisch Gladbach
- 1905/06:  Rathaus Bergisch Gladbach
- 1905/06, Arbeiterwohnhaus, Gronauer Waldweg 37, Teil der Gronauer Waldsiedlung
- 1906: Villa Bopp (1), Richard-Zanders-Straße 53, erweitert 1934
- 1910, um: Villa Bopp (2)
- 1910, um: Villa Max Meirowsky, Köln-Lindenthal, teilweise erhalten[1]
- 1910, um: Villa Klinger, Bergisch Gladbach, Richard-Zanders-Str. 147
- 1920, nach: Wohnblock Cimbernstrasse, Köln-Deutz, Unteroffizierswohnungen für die Britische Besatzungsarmee (zerstört)[2]
- 1924: Villa Berg, Solingen-Ohligs[3]